# غملول صغير الأزهار
الغملول صغير الأزهار (باللاتينية: Acantholimon parviflorum) نوع نباتي يتبع جنس الغملول من الفصيلة الرصاصية.

## الموئل والانتشار
موطنه تركيا.